# Liste der Kulturgüter in Goms VS
Die Liste der Kulturgüter in Goms enthält alle Objekte in der Gemeinde Goms im Kanton Wallis, die gemäss der Haager Konvention zum Schutz von Kulturgut bei bewaffneten Konflikten, dem Bundesgesetz vom 20. Juni 2014 über den Schutz der Kulturgüter bei bewaffneten Konflikten sowie der Verordnung vom 29. Oktober 2014 über den Schutz der Kulturgüter bei bewaffneten Konflikten unter Schutz stehen.
Objekte der Kategorien A und B sind vollständig in der Liste enthalten, Objekte der Kategorie C fehlen zurzeit (Stand: 1. Januar 2023).

## Kulturgüter
| Foto | | Objekt                                                                       | Kat. | Typ | Standort                                           | Beschreibung |
| ---- | --- | ---------------------------------------------------------------------------- | ---- | --- | -------------------------------------------------- | ------------ |
| ja   | Datei hochladen · Wikidata zu Kirche St. Maria mit Friedhofkapelle (Q29527716)                          | Kirche St. Maria mit Friedhofskapelle KGS-Nr.: 06878                         | A    | G   | Münster, Furkastrasse 670 663485 / 148751          |              |
| ja   | Datei hochladen · Wikidata zu Kirche Mariä Geburt (Q2082637)                                            | Pfarrkirche Geburt Mariens KGS-Nr.: 06948                                    | A    | G   | Reckingen, Furkastrasse 458 661744 / 146792        |              |
| BW   | Datei hochladen · Wikidata zu Lagger-Stadel (Q29892173)                                                 | Lagger-Stadel KGS-Nr.: 06752                                                 | B    | G   | Geschinen, Furkastrasse 803 664648 / 149754        |              |
| ja   | Datei hochladen · Wikidata zu Speicher Franz Werlen (Q29892184)                                         | Speicher Franz Werlen KGS-Nr.: 06754                                         | B    | G   | Geschinen, Baschiweg 14 664604 / 149756            |              |
| ja   | Datei hochladen · Wikidata zu Kapelle St. Katharina (Q29892185)                                         | Kapelle St. Katharina KGS-Nr.: 06755                                         | B    | G   | Geschinen, Wiler, Furkastrasse 845 665411 / 150458 |              |
| ja   | Datei hochladen · Wikidata zu Haus Imsand (Nessier) (Q29892156)                                         | Haus Imsand (Nessier) KGS-Nr.: 06880                                         | B    | G   | Münster, Furkastrasse 592 663251 / 148637          |              |
| ja   | Datei hochladen · Wikidata zu Kapelle St. Antonius auf dem Biel (Q29892168)                             | Kapelle St. Antonius auf dem Biel KGS-Nr.: 06881                             | B    | G   | Münster, Antoniusstrasse 30 663247 / 149005        |              |
| BW   | Datei hochladen · Wikidata zu Kapelle St. Peter (Q29892170)                                             | Kapelle St. Peter KGS-Nr.: 06882                                             | B    | G   | Münster, Furkastrasse 657 663403 / 148787          |              |
| BW   | Datei hochladen · Wikidata zu Z'Jülisch-Stadel (Q29892187)                                              | Z’Jülisch-Stadel KGS-Nr.: 06884                                              | B    | G   | Münster, Oberfeldstrasse 48 663489 / 148859        |              |
| BW   | Datei hochladen · Wikidata zu Gundihaus mit Dorfbrunnen (Q29892154)                                     | Gundihaus mit Dorfbrunnen KGS-Nr.: 06908                                     | B    | G   | Niederwald, Alte Furkastrasse 39 657746 / 143021   |              |
| ja   | Datei hochladen · Wikidata zu Kirche St. Theodul mit Beinhaus und Friedhof (Q29892172)                  | Kirche St. Theodul mit Beinhaus und Friedhof KGS-Nr.: 06909                  | B    | G   | Niederwald, Alte Furkastrasse 11 657691 / 142983   |              |
| ja   | Datei hochladen · Wikidata zu Kapelle St. Sebastian (Nothelferkapelle) mit Gruppe Heustadel (Q29892182) | Kapelle St. Sebastian (Nothelferkapelle) mit Gruppe Heustadel KGS-Nr.: 06910 | B    | G   | Niederwald, Rottenbrückenweg 17 658258 / 143025    |              |
| ja   | Datei hochladen · Wikidata zu Kapelle Heiliges Kreuz im Blinnental (Q29892166)                          | Kapelle Heiliges Kreuz im Blinnental KGS-Nr.: 06952                          | B    | G   | Reckingen, Blinnental 662755 / 146157              |              |
| ja   | Datei hochladen · Wikidata zu Taffinerhaus (Q29892425)                                                  | Taffinerhaus KGS-Nr.: 06954                                                  | B    | G   | Reckingen, Stiegestrasse 56 661645 / 146965        |              |
| BW   | Datei hochladen · Wikidata zu Dorfkapelle St. Anna (Q29892065)                                          | Dorfkapelle St. Anna KGS-Nr.: 06961                                          | B    | G   | Ritzingen, Furkastrasse 289 660300 / 145396        |              |
| ja   | Datei hochladen · Wikidata zu Muttergotteskapelle im Ritzinger Feld (Q1955988)                          | Muttergotteskapelle im Ritzinger Feld KGS-Nr.: 06962                         | B    | G   | Ritzingen, Kapellenweg 143 660554 / 145748         |              |
| BW   | Datei hochladen · Wikidata zu Haus Walther-Chastonay (Q29892164)                                        | Haus Walther-Chastonay KGS-Nr.: 06993                                        | B    | G   | Selkingen, Furkastrasse 111 659485 / 144987        |              |
| BW   | Datei hochladen · Wikidata zu Mühle (Q29892175)                                                         | Mühle KGS-Nr.: 06994                                                         | B    | G   | Selkingen, Furkastrasse 145 659568 / 145023        |              |
| BW   | Datei hochladen · Wikidata zu Museum und Archiv im Pfarrhaus (Q27485244)                                | Museum und Archiv im Pfarrhaus KGS-Nr.: 09459                                | B    | S   | Münster, Furkastrasse 664 663437 / 148751          |              |
| BW   | Datei hochladen · Wikidata zu Pfarrkirche Maria Hilfe der Christen (Q131313407)                         | Pfarrkirche Maria Hilfe der Christen KGS-Nr.: 17266                          | B    | G   | Blitzingen, Furkastrasse 67 658682 / 143830        |              |
| BW   | Datei hochladen · Wikidata zu Kapelle St. Andrea (Q131313566)                                           | Kapelle St. Andrea KGS-Nr.: 17267                                            | B    | G   | Blitzingen, Wilerstrasse 86 658137 / 143735        |              |
| BW   | Datei hochladen · Wikidata zu Kapelle St. Agatha / Muttergotteskapelle (Q131313634)                     | Kapelle St. Agatha / Muttergotteskapelle KGS-Nr.: 17268                      | B    | G   | Blitzingen, Erliweg 9 659016 / 143824              |              |
| BW   | Datei hochladen · Wikidata zu Haus mit Saal-Stockwerk (Q131313729)                                      | Haus mit Saal-Stockwerk KGS-Nr.: 17269                                       | B    | G   | Blitzingen, Waldweg 64 658989 / 143830             |              |
| BW   | Datei hochladen · Wikidata zu Kirche Heilige Dreifaltigkeit (Q131313771)                                | Kirche Heilige Dreifaltigkeit KGS-Nr.: 17270                                 | B    | G   | Gluringen, Kapellenweg 186 660928 / 146188         |              |
| ja   | Datei hochladen · Wikidata zu St. Sebastianskapelle (Q55380887)                                         | Kapelle St. Sebastian KGS-Nr.: 17271                                         | B    | G   | Geschinen, Geschinenweg 1 664615 / 149689          |              |
| BW   | Datei hochladen · Wikidata zu Pfarrkirche St. Johannes Evangelist (Q55382208)                           | Pfarrkirche St. Johannes Evangelist KGS-Nr.: 17272                           | B    | G   | Biel, Furkastrsse 180 659801 / 145247              |              |